# エドガー級防護巡洋艦
| エドガー級防護巡洋艦                | エドガー級防護巡洋艦 |
| ----------------------------------- | --- |
| 竣工当時の「エドガー（HMS Edgar）」 | |
| 艦級概観                            | |
| 艦種                                | 一等防護巡洋艦 |
| 艦名                                | |
| 前級                                | ブレーク級防護巡洋艦 |
| 次級                                | パワフル級防護巡洋艦 |
| 性能諸元（括弧内は後期型）          | |
| 排水量                              | 常備：7,350トン |
| 全長                                | 387.5ft (109.73m) |
| 全幅                                | 60ft (18.29m) |
| 吃水                                | 24ft (7.24m) |
| 機関                                | 形式不明石炭専焼円缶4基 +直立式3気筒3段膨張型レシプロ機関2基2軸推進                                                                                            |
| 最大出力                            | 強制通風：12,000hp 自然通風：10,000hp |
| 最大速力                            | 強制通風：20.0ノット 自然通風：18.5ノット |
| 航続距離                            | 10ノット(19 km/h)/10,000海里 (19,000 km) |
| 燃料                                | 石炭：1,250トン |
| 乗員                                | 544名 |
| 兵装                                | アームストロング 23.4cm（31.5口径）単装砲2基（単装砲1基） Mk VII 15.2cm（45口径）単装速射砲（単装砲12基） 4.7cm（43口径）単装機砲5基 45cm水中魚雷発射管単装4門 |
| 装甲                                | 甲板：76mm（平坦部）、127mm（傾斜部） 主砲防盾：76mm（最厚部） 副砲ケースメイト：152mm（最厚部） 揚弾筒部：58～178mm 司令塔：305mm（最大厚）                   |

エドガー級防護巡洋艦 (Edgar class protected cruiser) は、イギリス海軍の防護巡洋艦。9隻が建造された。

## 概要

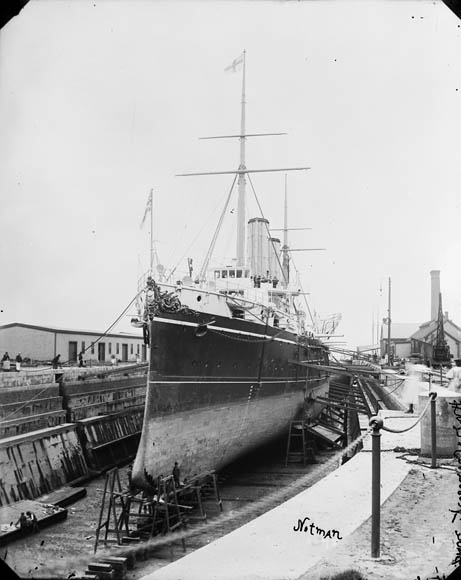
ドライドックで整備を受ける「クレセント」。艦底部に張られた木材がよく分かる写真。

エドガー級はイギリス海軍が自国の通商路保護と植民地警備を主任務とする一等巡洋艦として1887年度海軍計画において前期7隻・後期2隻の計9隻が設計・建造されたクラスである。本級のタイプシップとして「ブレーク級」の火力をそのままに艦形を小型化して排水量を1,800トン削減した設計とした。ボイラー数は6基から4基に減少したが速力の大幅低下を防ぐ事が出来て、抵抗の少ない船体形状も相まって搭載燃料は約3割減少したが航続性能は維持できた。
なお、前期型「ジブラルタル」と後期型「クレセント」は艦底部を木材と銅板で被膜した事により、長期航海でも汚染に強くする工夫がされた。

## 艦形

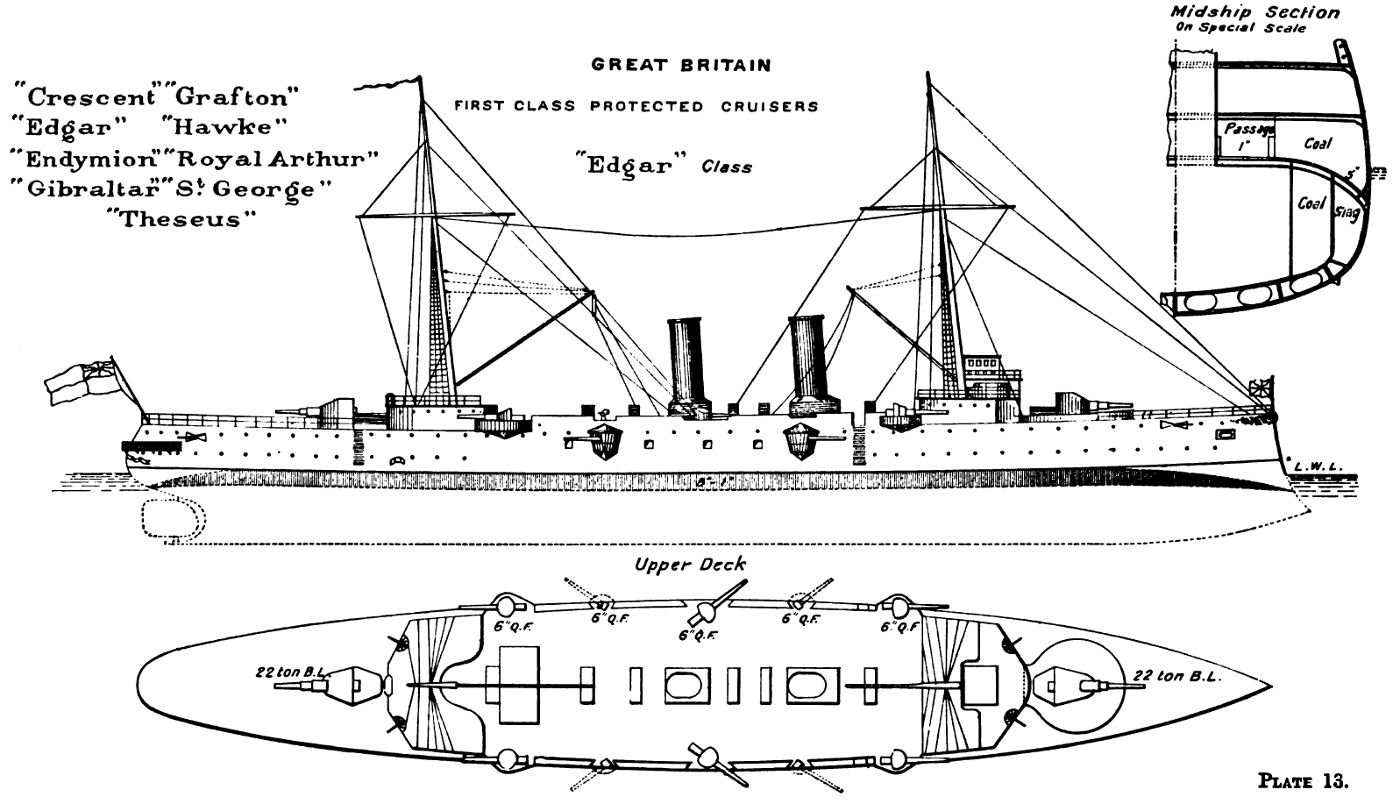
本級の武装・装甲配置を示した図。

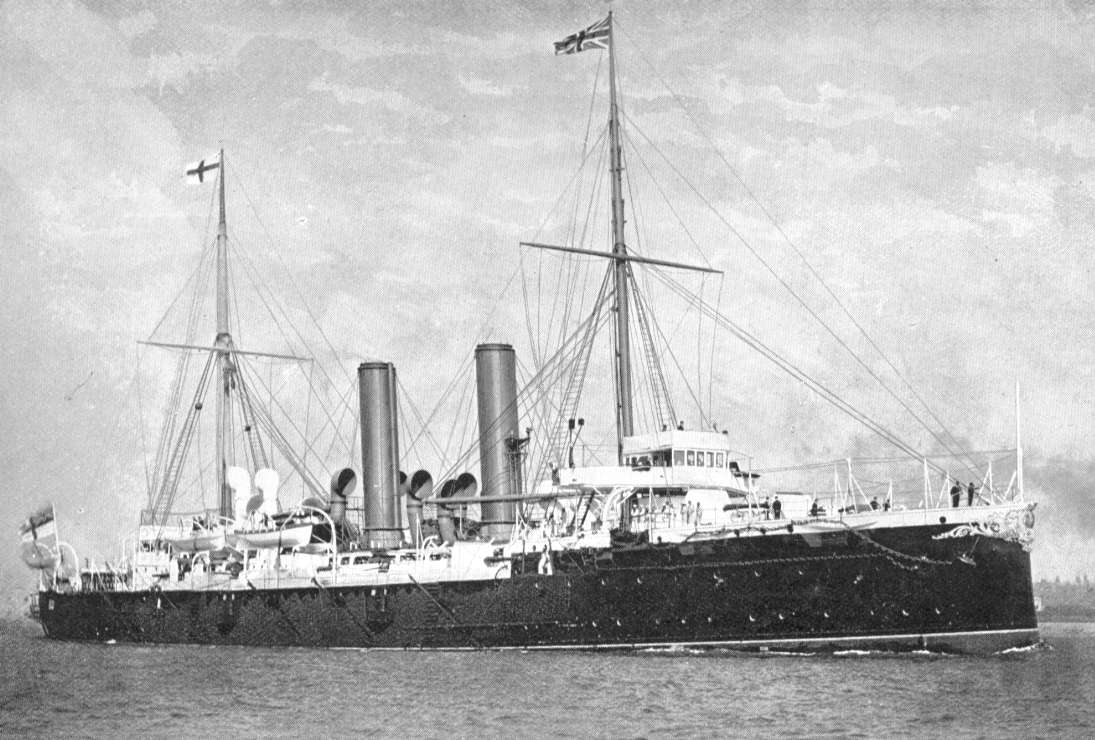
本級の「ロイアル・アーサー」。23.4cm砲1基の代わりに15.2cm速射砲を並列で2基搭載し、艦首甲板を嵩上げして凌波性を向上させた。

船体は平甲板型船体である。水面下に衝角（ラムの付いた艦首から甲板上に23.4cm（31.5口径）ライフル砲を防盾の付いた単装砲架で1基配置した。その背後の司令塔の上に、両脇に船橋を持つ操舵艦橋と単脚式の前部マストが立つ。
船体中央部に2本煙突が立ち、その周囲は煙管型の通風筒が立ち並び、その外周は艦載艇置き場となっており、2本1組のボート・ダビッドが片舷2組ずつ計4組で運用された。舷側甲板上には副砲の15.2cm速射砲が防楯の付いた単装砲架で3基と船体中央部にケースメイト配置で2基の片舷5基ずつ計10基を配置した。
3番煙突の後方に後部マストと後部艦橋が立ち、そこから甲板一段分下がって、後部甲板上に23.4cmライフル砲を防盾の付いた単装砲架で1基配置した。この武装配置により艦首方向に最大で23.4cm砲1門・15.2cm砲2門、舷側方向に最大で23.4cm砲2門・15.2cm砲5門、艦尾方向に最大で23.4cm砲1門・15.2cm砲2門が指向できた。
「クレセント」と「ロイヤル・アーサー」は僅かな改修が施され、前甲板を高くし、23.4cm砲に変えて15.2cm砲を並列に2門装備（連装ではなく左右に1門ずつ離れて独立している）したことで別の級と見なされる場合がある。

## 主砲、その他備砲

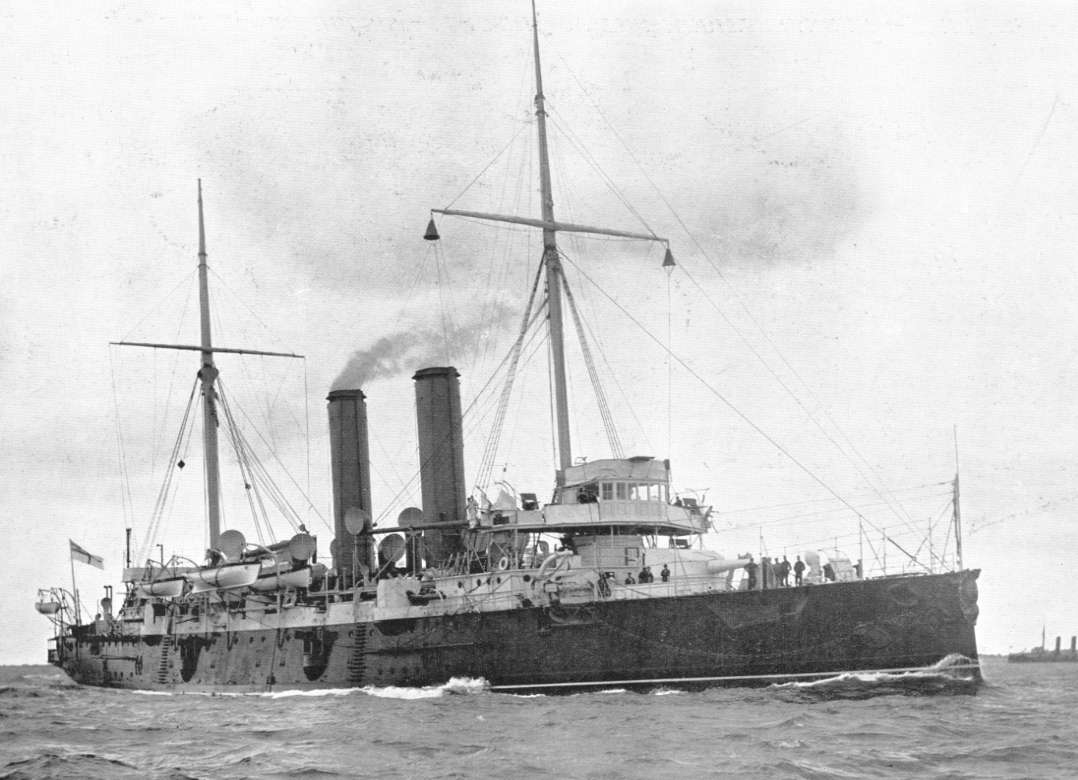
本級の「セント・ジョージ」

本級の主武装は「1881年型 Mark VI  23.4cm（31.5口径）砲」を採用した。その性能は172.4kgの砲弾を、最大仰角15度で10,445m まで届かせられ、射程5,490mで舷側装甲127mmを貫通できるとされた。砲身の俯仰・砲塔の旋回・砲弾の揚弾・装填は主に人力を必要とした。砲身の上下角度は仰角15度・俯角5度で左右の旋回角度は甲板上に配置したものは150度であった。発射速度は1分間に1発であった。
本級の副武装は「1901年型 Mark VII 15,2cm（45口径）砲」を採用した。その性能は45.4kgの砲弾を、最大仰角20度で13,350mまで届かせられ、射程2,740mで舷側装甲51mmを貫通できるとされた。砲身の俯仰・砲塔の旋回・砲弾の揚弾・装填は主に人力を必要とした。砲身の上下角度は仰角20度・俯角7度で左右の旋回角度は甲板上に配置したものは300度、舷側配置の物は160度であった。発射速度は1分間に5～7発であった。
他に対水雷艇迎撃用に近接戦闘用としてこの時代の軍艦に広く採用されたフランスのオチキス社の「オチキス 4.7cm（43口径）機砲」を単装砲架で5基装備した。対艦攻撃用に45.7cm水中魚雷発射管4門を装備していた。

## 同型艦
前期型
- エドガー - HMS Edgar
- ホーク - HMS Hawke
- エンディミオン - HMS Endymion
- ジブラルタル - HMS Gibraltar
- グラフトン - HMS Grafton
- セント・ジョージ - HMS St George
- テセウス - HMS Theseus

後期型
- ロイヤル・アーサー - HMS Royal Arthur
- クレセント - HMS Crescent

## 参考図書
- 「世界の艦船 1996年11月増刊　イギリス巡洋艦史」（海人社）
- 「Conway All The World's Fightingships 1860-1905」（Conway）
- 「Conway All The World's Fightingships 1906–1921」（Conway）